# تشارلز سيموندز
تشارلز سيموندز (بالإنجليزية: Charles Symonds)‏ (11 أبريل 1890 في لندن - 7 ديسمبر 1978 ) طبيب عسكري، وطبيب أعصاب إنجليزي.
في أربَعينات القرن العشرين، قدم الطبيب الإنجليزي تشارلز سيموندز وآخرون تقريرًا سمحَ بإمكانية التشخيص السريري لخثار الجيب الوريدي المخي، بالاعتماد على علاماتٍ وأعراضٍ مُعينة، بالإضافة إلى نتائجِ البزل القطني.

## الجوائز
- وسام كرونيان
- زميل الكلية الملكية للأطباء